# Ключарёв, Алексей Павлович
Алексей Павлович Ключарёв (15(28).09.1910, с. Соловьёво Елецкого уезда Орловской губернии — 24.06.1997, Харьков) — советский и украинский физик, член-корреспондент АН Украины.

## Биография
Окончил физическое отделение физико-математического факультета Харьковского государственного университета (1936) и аспирантуру при кафедре физики твёрдого тела, после защиты кандидатской диссертации (1939) работал там же доцентом. В 1941—1943 гг. в эвакуации в Кзыл-Орде.
В 1943—1944 гг. зав. кафедрой физики Харьковского инженерно-технического института. С 1944 г. работал в Харьковском физико-техническом институте АН УССР, с 1962 г. зав. отделом ядерной физики, с 1966 г. заместитель директора по науке, с 1996 г. советник директора. Параллельно преподавал в ХГУ.
Доктор физико-математических наук (1961), профессор (1963), член-корреспондент АН УССР (НАНУ) (1969).
Награждён орденами и медалями.

## Научные труды
Сочинения (в соавторстве):
- Упругое рассеяние протонов изотопами хлора при энергии 5,4 МэВ // ЖЭТФ. 1960. Т. 38, № 2;
- Поляризация протонов, упруго рассеянных на ядрах со спином ноль // Изв. АН СССР. Сер. физ. 1971. Т. 35;
- Изотопические эффекты при упругом рассеянии протонов атомными ядрами // УФЖ. 1979. Т. 24, № 1;
- Тонкие фольги из изотопов металлов: Методы приготовления. Москва, 1981.